# Raymond Van Gestel
Raymond (Mon) Van Gestel (Arendonk, 20 januari 1930 - Mol, 17 april 2020) was een Belgisch voetballer en piloot. Hij speelde zo goed als gans zijn carrière voor de Lierse ploeg Lyra. In totaal speelde Raymond 57 wedstrijden in de hoogste klasse waarin hij 32 doelpunten maakte. Voor de Rode Duivels speelde hij vijf wedstrijden waarin hij twee doelpunten scoorde. Beide doelpunten scoorde hij tegen Spanje op 10 juni 1951. Het eerste doelpunt scoorde hij al na 17 seconden, hiermee had hij lange tijd het record van snelste doelpunt bij de Rode Duivels op zijn naam. Zijn knalprestatie tegen Spanje leverde hem de bijnaam Raimundo el rapido op en bijna een transfer naar de Spaanse club Espanyol. Hij was ook militair kampioen in 1953. In 1954 was hij geselecteerd voor de nationale ploeg voor het wereldkampioenschap in Zürich, maar door zijn vliegopleiding bij het leger kon hij niet meegaan met de nationale ploeg. In 1954, toen Lyra terug naar Eerste klasse ging, geraakte hij geblesseerd aan de knie en zat zijn (internationale) carrière als profvoetballer er grotendeels op. Hij maakte teamgenoot Jozef Piedfort driemaal topschutter in de tweede klasse. In totaal speelde Mon 168 officiële wedstrijden voor Lyra waarin hij 92 of 94 (afhankelijk van de bron) doelpunten maakte. Naast het voetbal was Mon ook actief in de atletiek. Hij behaalde verschillende prijzen in het verspringen (o.a. Belgisch kampioen) en de 100 meter spurt. Door zijn veelzijdigheid is hij tot op heden nog altijd de enige Belg die op internationaal niveau actief was in twee sporten in hetzelfde jaar.
Naast atleet was Mon een straaljagerpiloot bij de Belgische luchtmacht en vlieginstructeur. Als instructeur leerde hij een 2000-tal leerlingen vliegen. Hij was een van de drijvende krachten van de Aeroclub Keiheuvel in Balen die hij in 1956 oprichtte met o.a. zijn broer.